# تشارلز أونيل (ملحن)
تشارلز أونيل هو عالم موسيقى وملحن كندي، ولد في 31 أغسطس 1882 في Duntocher ‏ في المملكة المتحدة، وتوفي في 9 سبتمبر 1964 في مدينة كيبك في كندا.